# Ludovico degli Arrighi

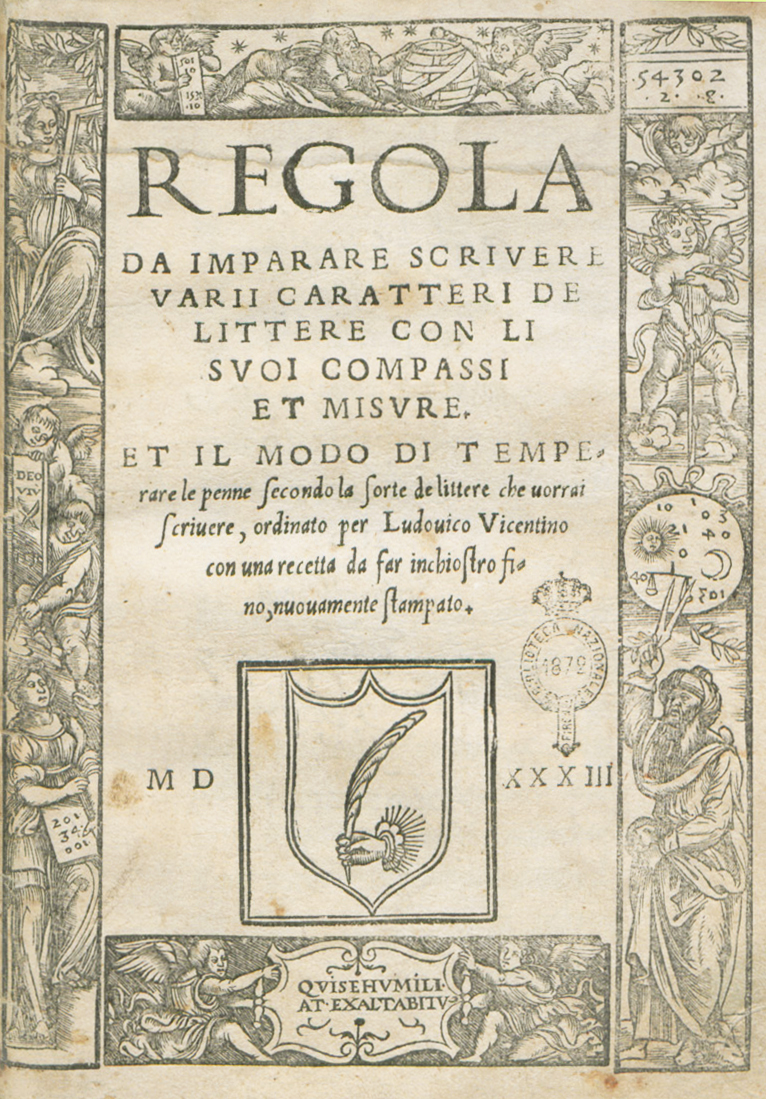
Regola da imparare scrivere varii caratteri de littere con li suoi compassi et misure, 1533

Ludovico degli Arrighi, nome umanistico Ludovicus Vicentinus, e anche Ludovicus Henricus Vincentinus (Cornedo Vicentino, circa 1475 – 1527 ?), è stato un incisore, tipografo e copista italiano specialista in diverse arti grafiche: dalla calligrafia, all'incisione di tipi di carattere, dalla tipografia, alla stampa a caratteri mobili.

## Biografia

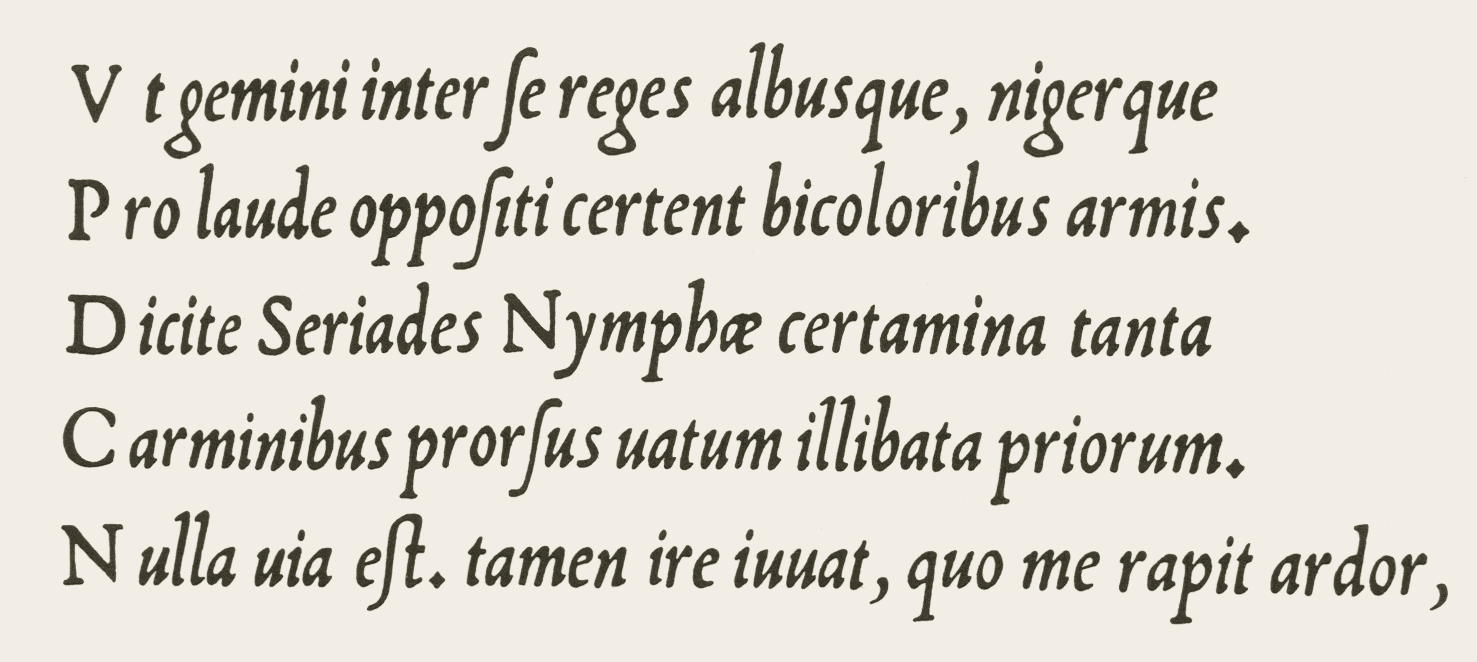
Esempio di corsivo ludoviciano, ispirato alla scrittura umanistica corsiva.

Conobbe Gian Giorgio Trissino, grande personalità dell'umanesimo italiano (Cornedo era un suo feudo).
Trasferitosi dal paese natale a Roma, dal 1515 operò come amanuense presso la Cancelleria apostolica. Il suo lavoro consisteva nello scrivere in calligrafia i brevi pontifici. Scrisse il primo trattato teorico di calligrafia dedicato alla scrittura umanistica corsiva.
Nel 1523 decise di dedicarsi esclusivamente all'arte della stampa. Fondò una società tipografica detta del Palatino con l'incisore e tipografo Lautizio Perugino (Lautizio di Bartolomeo dei Rotelli). Attiva fino al 1525, produsse diverse opere a stampa utilizzando un carattere corsivo appositamente creato, mentre le lettere maiuscole erano ispirate alle epigrafi romane. Le opere stampate dalla società furono molto apprezzate da Benvenuto Cellini. Il corsivo ideato dal Vicentino fu ampiamente imitato, soprattutto in Francia.
A Roma il Vicentino abitò dapprima in Parione, poi si trasferì nel rione Ponte. Un censimento del gennaio 1527 lo registrò residente in tale zona, con quattro persone a carico. Il 6 maggio dello stesso anno Roma fu devastata dal Sacco dei lanzichenecchi. Dopo quella data non si hanno più notizie su Ludovico degli Arrighi.
Secondo Stanley Morison l'opera di Ludovico degli Arrighi dovrebbe essere complessivamente rivalutata: i caratteri corsivi da lui disegnati sono sopravvissuti giungendo fino a oggi.
Senza nulla togliere a Francesco Griffo, che per primo disegnò il corsivo, la forma dei caratteri corsivi che usiamo oggi deriva direttamente da quelli disegnati dall'Arrighi.

## Il corsivo ludoviciano
Ludovico degli Arrighi ideò un tipo di carattere corsivo ispirandosi all'arte calligrafica, di cui era maestro.
 
A Roma i documenti della Cancelleria pontificia venivano redatti in uno stile derivato dalla scrittura umanistica: una variante chiamata cancelleresca. Nel disegnare i suoi caratteri tipografici, il Vicentino semplificò la cancelleresca, valendosi per i punzoni del lavoro di Lautizio Perugino.

Rispetto a quelli disegnati da Francesco Griffo, i tipi di Ludovico degli Arrighi:
- non presentano legature tra un carattere e l'altro;
- lo spazio tra le righe di testo è maggiore;
- le lettere maiuscole sono leggermente più alte;
- le lettere minuscole non sono una copia delle lettere manoscritte, ma hanno dimensioni loro proprie pensate appositamente per la stampa[6]. L'inclinazione delle lettere invece è la stessa, ponendosi tra 8 e 10 gradi.

Dei libri stampati in Italia nella prima metà del XVI secolo, una parte rilevante fu realizzata adottando il corsivo. Tra esse, le edizioni ludoviciane sono considerate le più eleganti e raffinate.

## Realizzazioni

### Manoscritti
- Etica di Aristotele, scritto probabilmente per Vittoria Colonna (Roma 1517);
- Messale romano per il cardinale Giulio de' Medici con miniature di Marco Attavanti (Roma 1520).

### Edizioni di libri a stampa
Ludovico degli Arrighi stampò diversi libri di Gian Giorgio Trissino, disegnando alcune serie di caratteri appositamente per lui. Particolarmente importante la serie utilizzata per stampare l'Epistola de le lettere nuovamente aggiunte ne la lingua italiana, nella quale il Trissino espose una soluzione per distinguere graficamente due coppie di lettere: 'i' e 'j' (la seconda non compariva nell'alfabeto latino) e 'v' e 'u' (anch'essa assente nelle lettere latine). Tale soluzione si rivelò talmente efficace che è utilizzata ancora oggi. 

Elenco delle principali realizzazioni:
1524
- Paolo Aretino, Canzone in laude del Datario
- Coryciana, Roma 1524 (raccolta di poemetti latini in onore di Giovanni Goritz (Coryciusl, protonotario apostolico)[4]
- Gian Giorgio Trissino, Epistola al Santissimo Nostro Signore Papa Clemente VII
- Gian Giorgio Trissino, Orazione al serenissimo Principe di Venezia
- Gian Giorgio Trissino, La Sophonisba
- Gian Giorgio Trissino, I ritratti
- Agnolo Firenzuola, Discacciamento delle nuove lettere
- Itinerarium Philippi Bellucii, senza data (1523?)

1525
- Z. Ferreri, Hymni novi ecclesiastici
- Claudio Tolomei, Il Polito

1526
- Pandolfo Collenuccio, Apologi quatuor
- Pandolfo Collenuccio, Specchio di Esopo
- Francesco Cattani da Diacceto, Panegirico

1527
- Girolamo Vida, De arte poetica, de Bombice, Hymni, Bucolica

## Opere
- La operina di Ludovico Vicentino, da imparare di scrivere littera cancellerescha (Venezia, 1522-23). Il breve trattato (32 pagine) espone le regole di scrittura dell'umanistica corsiva. Ugo da Carpi stampò la seconda edizione a suo nome a Roma nel 1525[4] ( versione digitalizzata (archiviato dall'url originale il 16 agosto 2016).)
- Regola da imparare scrivere varii caratteri de littere con li suoi compassi et misure, Venezia, Niccolò Zoppino, 1533.